# Michel Wibault
Michel Henri Marie Joseph Wibault (* 5. Juni 1897 in Douai; † 23. Januar 1963 in Paris) war ein französischer Luftfahrtpionier. Er wurde vor allem durch seine frühen Konstruktionsarbeiten von Ganzmetallflugzeugen und in den 1950er Jahren durch wegweisende Konzepte im Bereich des Antriebs von VTOL-Flugzeugen bekannt, die bei der Hawker Siddeley Harrier schließlich auch in Einsatzflugzeugen praktisch umgesetzt wurden.

## Leben
Wibault wurde als erstes Kind des Kaufmanns Achille Wibault und seiner Frau Madeleine de Bailliencourt geboren. Eine im Alter von vier Jahren auftretende Kinderlähmung führt zu einer schweren körperlichen Beeinträchtigung. Seine Beschäftigung mit der Luftfahrt begann bereits mit dem Flugzeug-Modellbau. Hinzu kam, dass Wibault auch die Werkstätten von Louis Charles Breguet in seinem Geburtsort Douai besuchen konnte und dann auch 1909 das weltweit erste Luftfahrtmeeting auf dem Flugplatz Douai-Brayelle.
Nach der Eroberung von Douai durch deutsche Truppen im August 1914, konnte Wibault die deutschen Flugzeuge beobachten, die auf diesem Flugplatz stationiert waren. Seine guten Deutschkenntnisse erlaubten es ihm viele Aufzeichnungen zu machen. Darüber hinaus wurde Anthony Fokker, der seine Flugzeuge in Douai vorführen sollte, bei Bekannten von ihm einquartiert. Von Fokker konnte er weitere Informationen erhalten. Wibault beschloss dann, über die Schweiz in die unbesetzte Zone in Frankreich zu gelangen, um dort seine erworbenen Kenntnisse in die Praxis umzusetzen. Er kam im März 1917 nach Paris, wo er Oberst Émile Dorand davon überzeugen konnte sein Jagdflugzeugprojekt zu unterstützen. Weitere finanzielle Unterstützung erhielt er im Dezember 1917 von seinem Onkel mütterlicherseits. Ein Modell des Entwurfs wurde erfolgreich im aerodynamischen Labor von Gustave Eiffel getestet. Es entwirft mit dem Ingenieur Paul Boccaccio die Boccaccio-Wibault mit einem Hispano-Suiza-Triebwerk. Das Flugzeug erreicht 1918 sehr gute Erprobungsergebnisse mit 237 km/h Höchstgeschwindigkeit und einer Gipfelhöhe von 7500 m. Diese Erfolge festigten seinen Ruf, aber das Ende des Krieges unterbrach die Arbeit an diesem Prototyp.

### Ein Pionier des Metallflugzeugbaus
Wibault gründete 1919 sein Büro Société des Avions Michel Wibault. Fertigungseinrichtungen wurden in Billancourt eingerichtet, wo ab 1920 verschiedene ein- und zweisitzige Aufklärungs-, Jagd- und Bombenflugzeuge hergestellt wurden.
Wibault gilt als einer der Pioniere im Bereich der Ganzmetallbauweise. Anwendung fanden seine Überlegungen bei der 1924 gebauten Wibault 7C-1. Vickers übernahm 1925 die Metallbauweise des Wibault-Patents in den Entwürfen der Marke Vickers-Wibault. Im Jahr 1931 schließt sich Wibault mit dem Unternehmen Chantiers de Penhoët aus Saint-Nazaire zur Wibault-Penhoët-Gesellschaft zusammen. Er entwarf dort für die kommerzielle französische Luftfahrt bestimmte kostengünstige dreimotorige Transportflugzeuge. Air France setzte auf ihren Linien die daraus resultierenden zwölfsitzigen Wibault 282T und Wibault 283T ein.

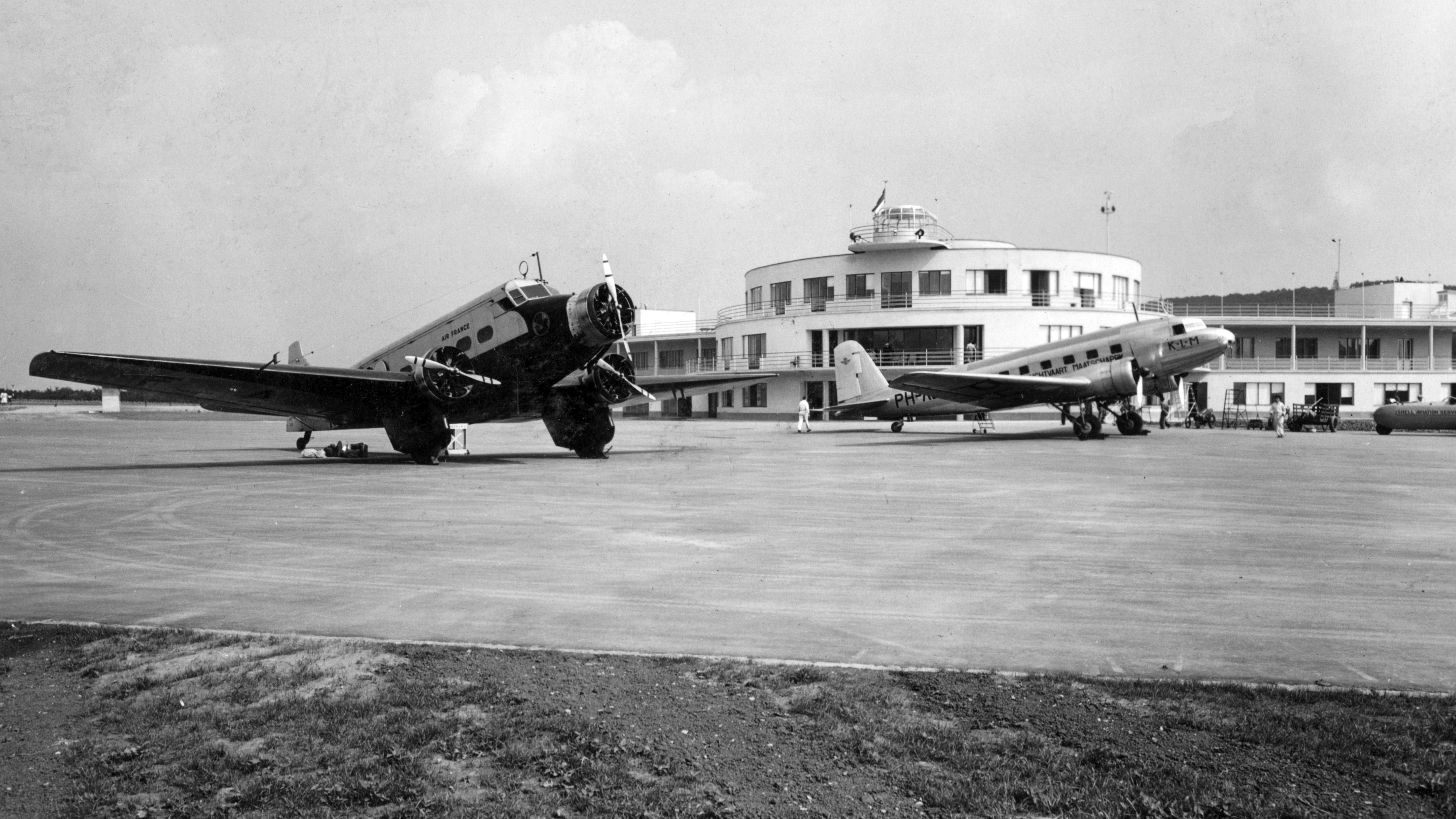
Wibault 283-T und Douglas DC-2, Budapest XI., Budaörs Airport, 1939

Im Jahr 1937 berief das Ministère de l’Air Michel Wibault in die Leitung des Arsenal de l'aéronautique, wo er mit der Konstruktion eines viermotorigen Transportflugzeuges betraut wurde. Dieses sollte 72 Personen auf zwei Decks aufnehmen und mit 310 km/h über den Atlantik transportieren können. Wegen fehlender geeigneter Triebwerke wurde das Projekt aber noch 1937 eingestellt.

### Die Vereinigten Staaten und die freien französischen Streitkräfte
Michel Wibault verlässt 1940 Frankreich und geht nach London, wo er sich auf Bitten von Charles de Gaulle an der Organisation der freien französischen Streitkräfte beteiligt. De Gaulle entsendet Wibault danach in die USA, wo er mit seinem ehemaligen Mitarbeiter und Chefingenieur der Republic Aviation Company, Alexander Kartweli an der Konstruktion der XF-12 Rainbow und Republic RC-3 Seabee arbeitet.

### Nachkriegszeit und Entwicklung des Senkrechtstarters
Wibault gründete nach dem Krieg mit finanzieller Unterstützung der Familie Rockefeller ein Entwicklungsbüro. Im Jahr 1954 meldete er ein Patent für ein senkrechtstartfähiges Flugzeug mit Schwenkdüsen an. Der Senkrechtstart sollte durch vier schwenkbare Gebläse ermöglicht werden, deren Schubvektoren immer durch den Flugzeugschwerpunkt gehen. Der Antrieb erfolgt durch eine Gasturbine Bristol Orion. Mit diesem Antriebskonzept sollten zwei Entwürfe ausgestattet werden: Bréguet Br.1010 Aptérion und die Gyroptère.
In Frankreich erhielt Wibault keine Unterstützung für sein Konzept, sodass er sich 1956 an Vertreter des Mutual Weapons Development Program der NATO wandte. Diese wiederum gaben die Vorschläge zur Begutachtung an die Konstruktionsabteilung von Bristol Aero-Engines unter Leitung von Stanley Hooker weiter. Als erste Verbesserung schlug Bristol die Verwendung ihres Orpheus-Triebwerks mit einem großen Frontfan statt der vier Gebläse vor. Die Verdichterluft des Fans wurde über drehbare Düsenauslässe geleitet, während die heißen Abgase des Strahltriebwerks ohne Ablenkung auf direktem Weg in einem Winkel von 30° nach unten ausgeleitet wurden. Die Bezeichnung des Triebwerks war nun Bristol B.E.53.
Bei Hawker begann dann auf Grundlage des B.E.53 unter Sidney Camm das Entwicklungsprogramm, das 1960 zur P.1127 und schließlich zur Harrier führte. Wibault starb am 23. Januar 1963 und konnte so den großen Erfolg seines Konzepts nicht mehr erleben. Wibault erhielt den Ehrentitel eines Mitglieds der Ehrenlegion.